# Arženjak Mali
Arženjak Mali je nenaseljeni otočić u otočju Lastovci, istočno od Lastova. Otok je od Lastova udaljen oko 3,85 km, a najbliži otok mu je Saplun, oko 90 m prema jugu i Arženjak Veli, oko 85 m prema zapadu.
Površina otoka je 35.204 m2, duljina obalne crte 793 m, a visina 16 metara.